# Les Actes des Apôtres (téléfilm)
Pour les articles homonymes, voir Les Actes des Apôtres (homonymie).
Les Actes des Apôtres (titre original : Atti degli apostoli), est un téléfilm historique en cinq épisodes réalisé par Roberto Rossellini et diffusé en 1969 sur Rai 1.

## Synopsis
Les apôtres, menés par Simon-Pierre, sont encore sous le choc de la mort de Jésus sur la croix et ne savent pas trop quoi faire désormais. À la Pentecôte, ils reçoivent le Saint-Esprit, qui leur donne la force de proclamer la parole de leur maître décédé et ressuscité. Cependant, les chefs des prêtres arrêtent Pierre et Jean après qu'ils ont guéri un boîteux dans le temple et accusent les apôtres de blasphème. Grâce à un miracle divin, ils peuvent tous deux quitter la prison.
Un homme du nom de Saul poursuit les disciples de Jésus, notamment jusqu'à Damas. Aux portes de la ville, il est lui aussi témoin d'une apparition du Christ et se convertit. Sous le nom de Paul de Tarse, il se joint à la troupe des apôtres et commence à porter la parole de Jésus jusqu'en Europe et finalement jusqu'à Rome, la capitale mondiale.

## Fiche technique
- Titre français : Les Actes des Apôtres[1]
- Titre original italien : Atti degli apostoli[2]
- Titre espagnol : Los hechos de los apóstoles
- Titre allemand : Die Geschichte der Apostel
- Réalisateur : Roberto Rossellini
- Scénario : Vittorio Bonicelli (it), Jean-Dominique de La Rochefoucauld, Roberto Rossellini, Luciano Scaffa
- Photographie : Mario Fioretti
- Musique : Mario Nascimbene
- Production : Vittorio Bonicelli, Renzo Rossellini
- Sociétés de production : Orizzonte 2000
- Pays de production :  Italie -  Tunisie -  France -  Espagne -  Allemagne de l'Ouest
- Langue originale : italien
- Format : couleurs - 1,33:1 - Son mono
- Durée : 340 minutes
- Genre : historique et biblique
- Date de diffusion
  - Italie : 6 avril 1969

## Distribution
- Edoardo Torricella (it) : Paul
- Mohamed Kouka : Jean
- Jacques Dumur : Pierre
- Renzo Rossi : Zacharie
- Giuseppe Mannajuolo : Philippe
- Ridha Bradai : Matthieu
- Missoume : Jacques le Majeur
- Zoviten : Jacques le Mineur
- Hédi Novira : André
- Houcine Zignani : Étienne
- Mohamed Ktari : Marc
- Bouraoui : Barthélemy
- Moncef Ben Yahia : Thomas
- Malo Brass : Aristarque
- Enrico Ostermann (it) (sous le nom d'« Henry Osterman ») : Caïphe
- Paul Müller : sophiste grec
- Daniele Dublino (it) : Sila
- Olimpia Carlisi : Lidia
- Dino Mele (it) : Aquila
- Paolo Capovilla (it) : soldat grec à Neapolis
- Maria Cumani Quasimodo (it) : hôtelière à Corinthe
- Lidia Biondi : Pythonisse

## Production
Il s'agit d'une production télévisuelle italienne, française, espagnole et ouest-allemande, avec des séquences tournées en Tunisie, qui fait appel à Stanislas Lyonnet et Carlo Maria Martini.
Les Actes des Apôtres est l'une des sept fictions télévisées réalisées par Rossellini entre 1967 et 1975 et consacrées aux personnages qui, selon lui, ont contribué à créer les fondements de notre civilisation : Socrate, Blaise Pascal, Augustin d'Hippone, L'Ère des Médicis, Descartes et Le Messie.
« Les vingt prochaines années se joueront sur l'éducation et l'enseignement, sur la faculté d'apprendre et d'enseigner », écrivait Rossellini lui-même vers soixante-huit ans.
En Italie, le film est produit par Renzo Rossellini pour Orizzonte 2000.